# 统治神学
{{translating|[[:en:Wikipedia]]||tpercent=20|time=2022-07-07UTC21:09:09}}
统治神学（又称主权主义）由一系列基督教政治意识形态构成，旨在建立一个由基督徒统治、基于基督徒对圣经律法之理解的国家。对于不同的理解而言，其统治范围和获得政权的方式各不相同。例如，统治神学可以包括神权政体，但不一定倡导以摩西律法作为政府的基础。“统治神学”的标签主要适用于美国的某些基督徒团体。
统治神学意识形态的主要追随者包括加尔文主义-基督教重建主义、灵恩运动和五旬宗国度临在神学（Kingdom Now theology），以及新使徒改教运动（New Apostolic Reformation）。   当代大多数统治神学运动起源于1970年代主张基督教民族主义的宗教运动。罗马天主教整体主义有时也被归于统治神学一类，但天主教整体主义运动更古老，并且在神学上与新教统治神学明显不同，因为它与天主教会作为“唯一真正的教会”之教义联系在一起。
一些人已将主权主义者一词用于更广泛的基督教右翼运动之上，但这种用法颇有争议。基督教右翼的某些成员声称，他们担心主权运动标签会让他们在公共话语中被边缘化。

## 词源
统治神学一词出自钦定版圣经对创世记 1:28的翻译。在这段经文中，上帝授予人类对地球的“统治权”。
神就赐福给他们，又对他们说：要生养众多，遍满地面，治理这地，也要管理海里的鱼、空中的鸟，和地上各样行动的活物。（和合本圣经）
在1980年代后期，几位著名的福音派作者   使用短语统治神学（以及主权主义等其他术语）来指称一组松散关联的、直接诉诸创世记的神学运动。 基督徒通常将这段经文解释为上帝赋予了人类治理地球的责任，但统治神学的独特之处在于认为，这段经文不仅赋予了基督徒管理各种人类事务的责任，而且赋予了基督徒政治统治权。 

## 类型

### 新教基督教重建主义
起源于1960至1970年代RJ Rushdoony之教导的基督教重建主义，是改革宗神学中统治主义的一例。  Rushdoony的神学侧重于神权政体（上帝律法的统治），相信整个社会都应该按照旧约中统治以色列人的律法来进行统治。尽管他写过许多讨论此议题的著作，但他对民事政府中运用圣经律法的观点，主要体现在《圣经律法要义》（The Institutes of Biblical Law）一书中。Rushdoony的主张带有强烈的加尔文主义，强调上帝对人类自由和行动的主权，并否认如今还有圣灵恩赐的运行（停止主义，cessationism）；在这两个方面，基督教重建主义直接反对国度临在神学（见下文）。
基督徒中完全支持重建主义的人很少，而且时常被边缘化。    Dave Hunt,  Albert James Dager,  Hal Lindsey, 和Thomas Ice 从基督教的角度特别批评了基督教重建主义，不同意作为其神学基础的神权主义元素以及所推崇的加尔文主义和后千禧年主义。 J. Ligon Duncan ，  Sherman Isbell，  Vern Poythress ，  Robert Godfrey ， 和Sinclair Ferguson 将重建主义归入保守的加尔文主义，主要对其神权主义展开神学批评。 Michael J. McVicar 指出，许多主要的基督教重建主义者也是旧自由主义（paleolibertarian） 圈中的主要作家。 
一些社会学家用统治主义（dominionism）一词来指称基督教重建主义的支持者。   

### 天主教整体主义
天主教整体主义被归为统治神学的形式之一，尽管实际上它比新教徒所支持的统治主义更古老，在神学上也截然不同。  安东尼奥·斯帕达罗（ Antonio Spadaro ）和马塞洛·菲格罗亚（Marcelo Figueroa）表示，天主教整体主义者已经与新教重建主义者结成了非传统的普世联盟，“对在政治领域发挥宗教影响有着同样的渴望”。  同样，在《全国天主教记者》中，约书亚·J·麦克尔威（Joshua J. McElwee）表示，天主教整体主义者与他们的新教同行一起，希望实现建立“神权国家”的目标。 然而，归根结底，新教统治主义者和天主教整体主义者的目标不同，因为天主教整体主义者坚持天主教是“唯一真正的教会”，每种形式的新教都是“异端”。然而，这并没有阻止两者之间的相互合作，因为这是一件对双方互惠互利的事情。
与1970年代在美国兴起的新教统治主义相比，天主教整体主义的历史要长得多。事实上，它的根源在于传统的天主教政教关系，其教义几乎完全是在欧洲各国尚认信天主教，将天主教确立为官方宗教时建立起来的。这种政治观念被称为“基督国度”，其最高政治权威是神圣罗马帝国皇帝，最高属灵权威是教皇（ Pope ）。在欧洲滑向自由世俗主义和解体主义（disestablishmentarianism）运动之后，一些现代国家最终以复兴的整体主义作为反应——通常以法西斯主义或原始法西斯主义的形式出现，例如佛朗哥领导下的西班牙、萨拉查领导下的葡萄牙和恩格尔伯特·多尔弗斯领导下的奥地利以及祖国阵线。今天，只有少数几个国家仍然将天主教作为国教，但其他国家和天主教教士阶层中仍然有人支持该运动在世俗国家里的复兴。

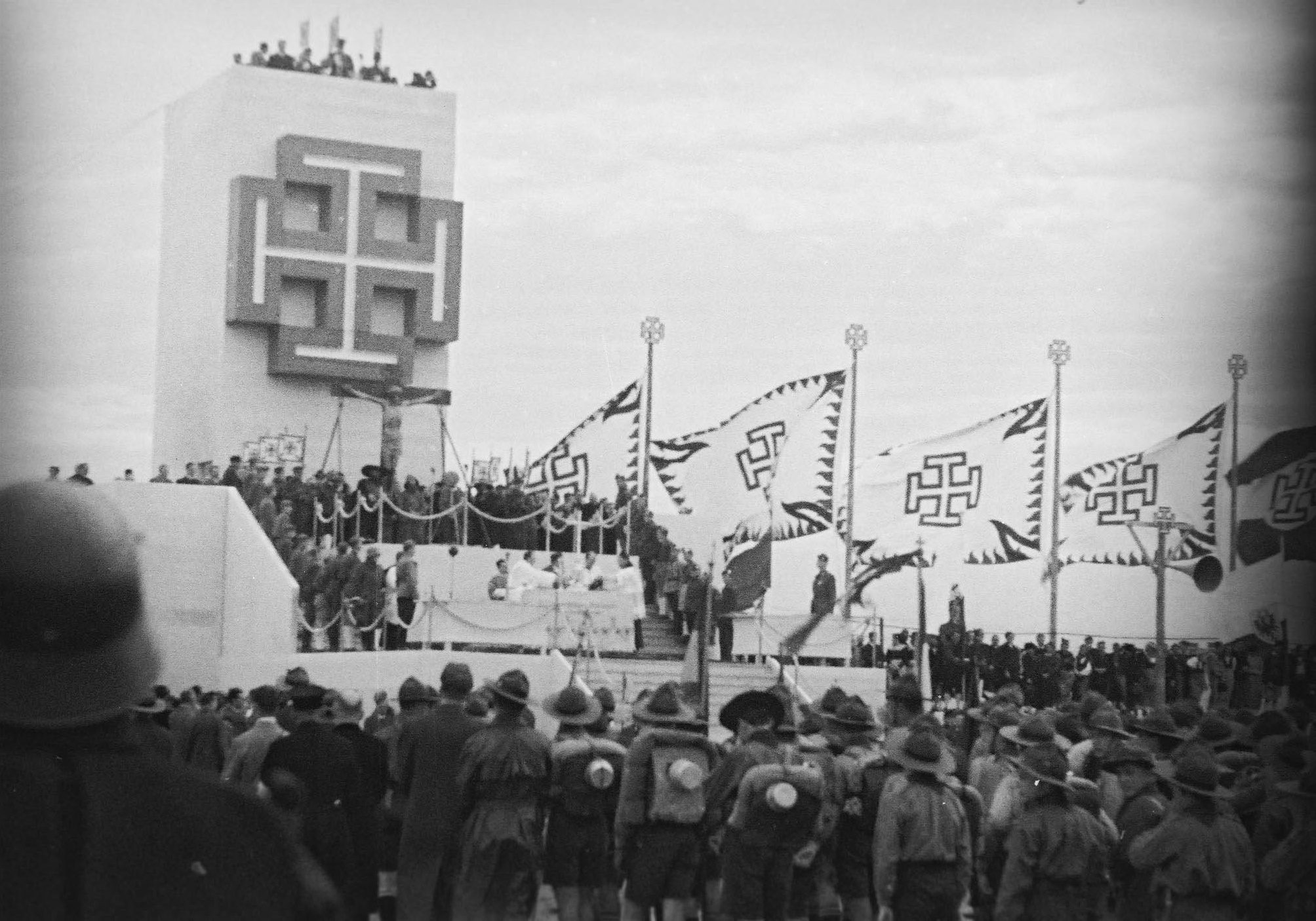
祖国阵线集会，1936 年

近年来，年轻一代的天主教徒在The Josias等网站上发表了不少涉及“复兴的天主教整体主义”的文章。 整体主义可以说仅仅是传统天主教政教关系的现代延续。该概念由教皇格拉修斯一世首次提出，几个世纪以来的《谬误表》（Syllabus of Errors）一致谴责“政教分离”是一种道德上的伪善。 例如，一些天主教徒赞扬庇护九世在1858年莫尔塔拉案中的行为。在该案中，教皇下令绑架了一名未经父母同意就受洗的六岁犹太男孩。  :1039–1041天主教神学家托马斯·克林 (Thomas Crean) 和艾伦·费米斯特 (Alan Fimister) 最近在他们的著作《整体主义：政治哲学手册》中对天主教整体主义作为一种连贯的政治哲学进行了系统的描述。 

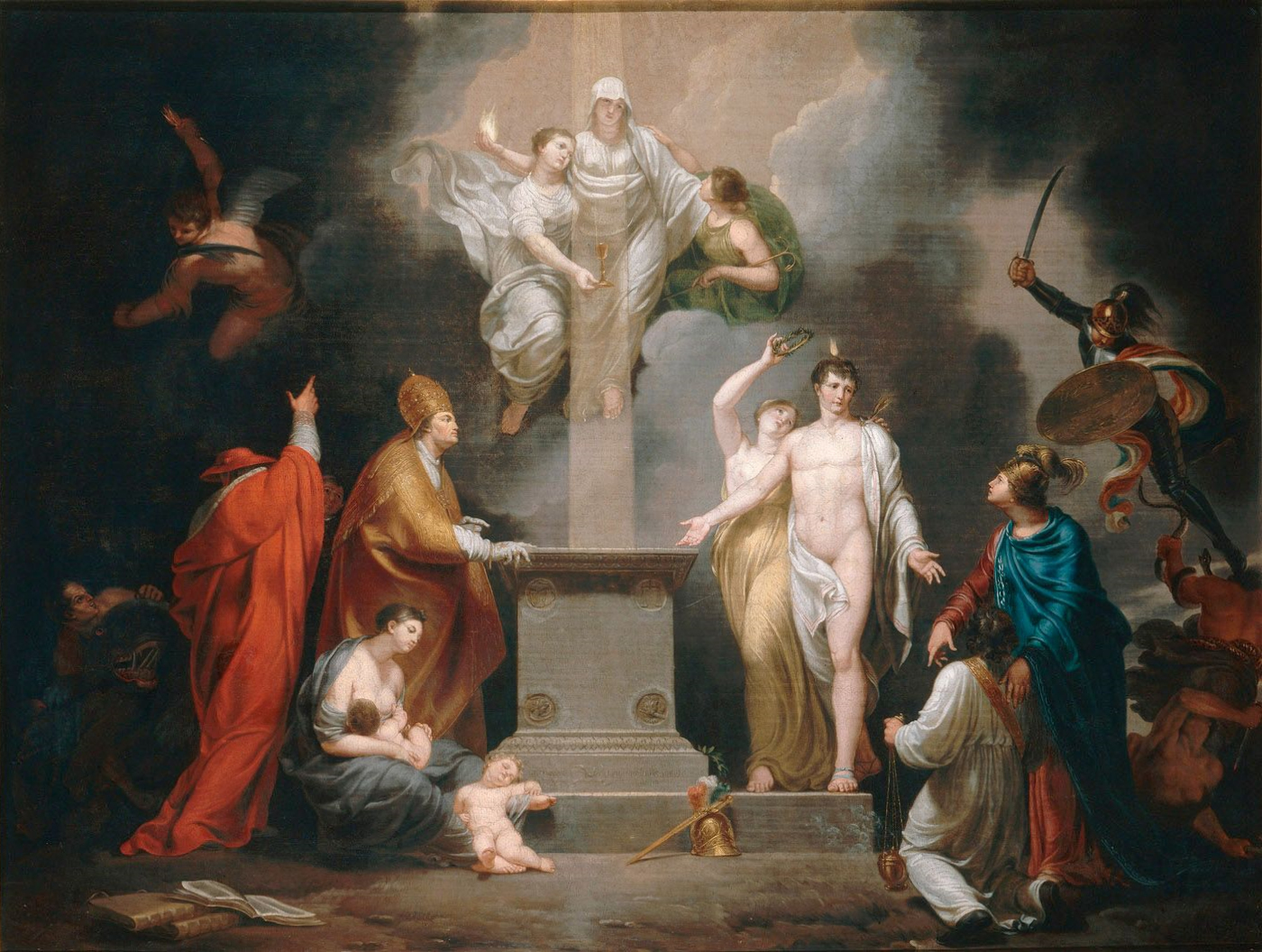
1801年协约的寓言，皮埃尔·约瑟夫·塞莱斯廷·弗朗索瓦

今天，天主教会与各国签订被称为协约（concordats）的政治条约，一些推动自由民主的人权团体批评这些条约是在推进天主教的整体主义。目前有超过 200 份协约生效。其中一些协约明确保证天主教在几个国家被承认为国教，而其他协约则承认天主教信仰的历史地位，并赋予教会某些权利和特权。
1. 1 2  Nel, Marius. . Cambridge Scholars Publishing. 16 September 2019: 74. ISBN 978-1-5275-4007-1 （English）. In pentecostal practice, the attention of Christian life moved from the "other world" to this world, and the expectancy of the kingdom that would realise in this lifetime changed to "kingdom now" that eventually ended in dominion theology (dominionism), a group of Christian political ideologies that seeks to institute a nation governed by Christians where biblical law would be upheld. Other ideologies represented by this thinking include theologically diverse groups like Calvinist Christian reconstructionism and Roman Catholic integralism.
2. 1 2  Faggioli, Massimo. . Commonweal. 18 July 2017  [20 July 2017]. （原始内容存档于2017-08-18） （English）. Spadaro and Figueroa capture this tension most explicitly when they point out the difference between the “dominionist” political culture of the conservative political ecumenism of “Evangelical and Catholic integralists,” and Pope Francis’s acceptance of the distinction between political power and religious authority.
3. 1 2  Hunt, Dave 1988. Whatever Happened to Heaven? Harvest House.
4. 1 2  Dager, Albert James. 1990. Vengeance is Ours: The Church in Dominion Sword Publishers; The World Christian Movement Sword Publishers.
5. 1 2  Lindsey, Hal 1990. The Road to Holocaust, Bantam
6. 1 2  Ice, Thomas, and H. Wayne House 1988. Dominion Theology: Blessing or Curse?, Multnomah Pub (ISBN 0-88070-261-3)
7. ↑  McVicar, Michael J. . Journal of Religion and Popular Culture. 2013, 25 (1): 120–145. S2CID 143317815. doi:10.3138/jrpc.25.1.120.
8. ↑  Vlas, Natalia; Vasile Borari. . Cambridge Scholars Publishing. 26 July 2013: 203  [6 December 2017]. ISBN 978-1-4438-5076-6. （原始内容存档于2022-07-08）.
9. ↑  . 1 September 2011  [3 November 2017]. （原始内容存档于2018-10-19） –Huff Post.
10. ↑  Martin, William. . New York: Broadway Books. 1996.[页码请求]
11. ↑  Diamond, Sara. . New York: Guilford Press. 1998: 213.
12. ↑  Ortiz, Chris. . Chalcedon Blog. Chalcedon Foundation. 2007  [6 September 2007]. （原始内容存档于11 October 2009）.
13. ↑  Duncan, J. Ligon 2003. "The Westminster Confession of Faith: A Theonomic Document? 的存檔，存档日期November 27, 2012，.", 13 August 2003. Retrieved 6 October 2007.
14. ↑  Isbell, Sherman 1997. "The Divine Law of Political Israel Expired: Part II 的存檔，存档日期2007-03-17. and Part III 的存檔，存档日期2007-03-21.". Retrieved 6 October 2007.
15. ↑  Poythress, Vern S. 1991. The Shadow of Christ in the Law of Moses. Brentwood TN: Wolgemuth & Hyatt Publishers Inc.
16. ↑  Godfrey, W. Robert 1990, "Calvin and Theonomy," in Theonomy: A Reformed Critique, William S. Barker and W. Robert Godfrey eds., 299–312, (Grand Rapids, MI: Academie Books, 1990).
17. ↑  Ferguson, Sinclair 1990. "An Assembly of Theonomists?" in Theonomy: A Reformed Critique, William S. Barker and W. Robert Godfrey eds., 315–349, Grand Rapids, Michigan: Academie Books, 1990.
18. ↑  McVicar, Michael J, , Public Eye, Fall 2007, 22 (3)  [24 August 2013], （原始内容存档于23 August 2013）
19. ↑  Barron, Bruce A. . Grand Rapids, Mich: Zondervan. 1992. ISBN 0-310-53611-1.
20. ↑  Davis, Derek H.; Hankins, Barry. . Baylor University Press. 2003.[页码请求]
21. ↑  Davidson, Carl; Harris, Jerry.  (PDF). Race & Class. 2006, 47 (3): 47–67  [2022-07-08]. S2CID 143793920. doi:10.1177/0306396806061086. （原始内容 (PDF)存档于2022-09-26）.
22. ↑  Spadaro, Antonio; Figueroa, Marcelo. . La Civiltà Cattolica. 2017  [20 July 2017]. （原始内容存档于2017-07-16） （English）.
23. ↑  Glatz, Carol. . Catholic News Service. 13 July 2017  [20 July 2017]. （原始内容存档于2017-07-13） （English）.
24. ↑  McElwee, Joshua J. . National Catholic Reporter. 13 July 2017  [20 July 2017]. （原始内容存档于2017-07-13） （English）.
25. ↑  Douthat, Ross (8 October 2016). Among the Post-Liberals. （页面存档备份，存于） The New York Times. Retrieved 16 July 2017
26. ↑  Pope Pius IX. . 1864  [11 March 2021]. （原始内容存档于2022-05-11） –papalencyclicals.net.
27. ↑  Schwartzman, Micah; Wilson, Jocelyn. . San Diego Law Review. 2019, 56: 1039–  [2022-07-09]. （原始内容存档于2021-03-08）.
28. ↑  .   [2022-07-09]. （原始内容存档于2020-06-15）.